# Et Mandfolk til Auktion
Et Mandfolk til Auktion er en dansk stumfilm fra 1913, der er instrueret af Axel Breidahl efter manuskript af Knud Zangenberg.

## Handling
Denne artikel mangler et handlingsreferat. Hjælp os med at skrive det.